# Phthiracarus eupalineus
Phthiracarus eupalineus är en kvalsterart som beskrevs av Sandór Mahunka 200. Phthiracarus eupalineus ingår i släktet Phthiracarus och familjen Phthiracaridae. Inga underarter finns listade i Catalogue of Life.